# Kęstutis Bacvinka
Kęstutis Bacvinka (* 15. Januar 1967 in Naujoji Ūta, Rajongemeinde Prienai) ist ein litauischer Politiker und Förster, seit November 2016 Mitglied des Seimas.

## Leben
1982 absolvierte Bacvinka die 8-jährige Schule Naujoji Ūta bei Prienai und die Fachmittelschulbildung 1986 am Kvedaras-Forsttechnikum bei Kaunas. Von 1987 bis 1989 leistete er den Dienst bei der Sowjetarmee in Afghanistan. Danach arbeitete er im Bau der Rajongemeinde Prienai und ab 1994 bei experimentellen Oberförsterei in Dubrava.
Von 2005 bis 2008 absolvierte Bacvinka das nichtuniversitäre Studium der Forstwissenschaft am Kolleg für Forst- und Umweltingenieurwesen in Girionys und studierte danach im Masterstudiengang an der Aleksandro Stulginskio universitetas in der Rajongemeinde Kaunas. Er arbeitete als Revierförster von Vaišvydava der Oberförsterei Dubrava.
Bacvinka ist verheiratet. Mit seiner Frau Aušra hat er zwei Kinder (Indrė, Ingrida).